# Путь Энтнера — Дудорова
Путь Э́нтнера — Ду́дорова, или КДФГ-путь (англ. Entner–Doudoroff pathway) — путь окисления глюкозы (наряду с гликолизом и пентозофосфатным путём), приводящий к образованию из одной молекулы глюкозы двух молекул пирувата, одной молекулы АТФ и двух молекул восстановленных пиридиновых нуклеотидов (НАД•Н и НАДФ•Н). Хотя ранее считалось, что он имеет место лишь у небольшого числа грамотрицательных бактерий, в настоящее время установлено, что этот путь распространён в природе чрезвычайно широко и используется различными группами грамположительных и грамотрицательных бактерий, а также некоторыми археями и даже эукариотами.

## История открытия
Сообщение об открытии пути Энтнера — Дудорова было опубликовано в 1952 году американскими учёными Натаном Энтнером и Михаилом Дудоровым. В своей работе они предоставили убедительные доказательства наличия у бактерии Pseudomonas saccharophila нового, ранее не описанного, пути метаболизма глюкозы. Их выводы были основаны на наблюдении, что первый атом углерода (С1) у глюкозы почти весь уходит в СО2, при этом механизм метаболизма глюкозы явно не включал первичное декарбоксилирование молекулы глюкозы. Используя клетки, обработанные динитрофенолом, они установили, что 1 моль глюкозы, меченной по С1, в конечном счёте превращался в 2 моля пировиноградной кислоты (пирувата), причём все меченные атомы находились в карбоксильной группе пирувата. Кроме того, в неочищенных экстрактах клеток была обнаружена ферментативная активность по расщеплению 6-фосфоглюконовой кислоты на пируват и глицеральдегид-3-фосфат. Они также предположили, что ключевым соединением на пути расщепления шестиуглеродного соединения на два трёхуглеродных был 2-кето-3-дезокси-6-фосфоглюконат (КДФГ). В дальнейшем КДФГ был выделен в кристаллическом виде из ферментной клеточной смеси с 6-фосфоглюконовой кислотой. Два этапа пути — образование КДФГ из 6-фосфоглюконата и расщепление КДФГ на пируват и глицеральдегид-3-фосфат — были установлены после выделения ферментов, осуществляющих эти превращения (подробнее см. ниже).

## Механизм

Схема пути Энтнера — Дудорова

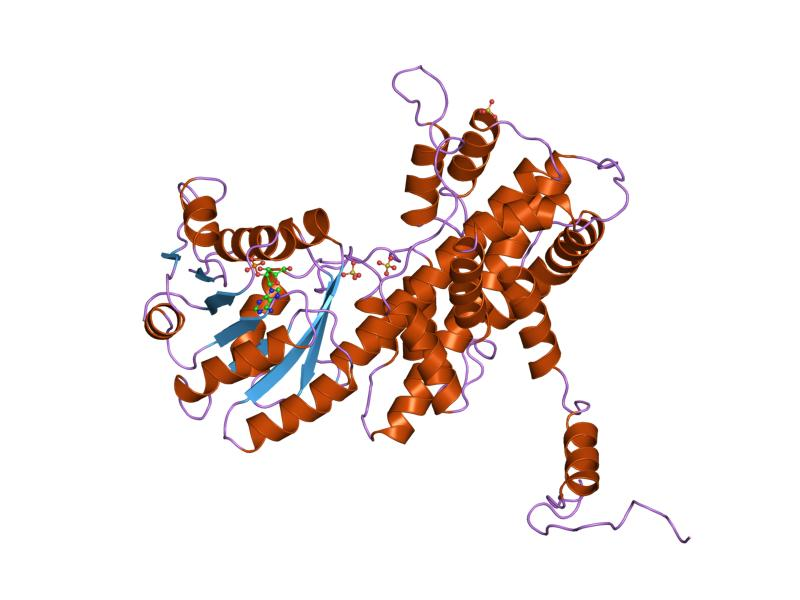
Структура 6-фосфоглюконатдегидрогеназы

Общая схема пути Энтнера — Дудорова такова. Глюкозо-6-фосфат, образовавшийся при фосфорилировании 1 молекулы глюкозы с затратой 1 молекулы АТФ, переходит в 6-фосфоглюконат с восстановлением молекулы НАДФ и образованием НАДФ٠Н. При дальнейшей дегидратации 6-фосфоглюконата образуется 2-кето-3-дезокси-6-фосфоглюконат (КДФГ) — ключевое соединение пути. КДФГ расщепляется на пируват и глицеральдегид-3-фосфат (3-ФГА). При дальнейшем окислении 3-ФГА до пирувата восстанавливается 1 молекула НАД до НАДН и образуется 2 АТФ путём субстратного фосфорилирования. В пути Энтнера — Дудорова задействованы 2 уникальных фермента: 6-фосфоглюконатдегидратаза, превращающая 6-фосфоглюконат в КДФГ, и КДФГ-альдолаза, катализирующая альдольное расщепление КДФГ на пируват и 3-ФГА.
Путь Энтнера — Дудорова можно рассматривать как альтернативу гликолизу. Общая схема двух этих путей окисления глюкозы чрезвычайно похожа: 6-углеродные сахара активируются фосфорилированием и после этого разлагаются ферментами группы альдолаз на два трёхуглеродных соединения. Различие заключается в природе промежуточных 6-углеродных соединений, которые разлагаются на трёхуглеродные продукты. При гликолизе фруктозо-1,6-бифосфат разлагается на 3-ФГА и дигидроксиацетонфосфат, а при пути Энтнера — Дудорова КДФГ расщепляется на 3-ФГА и пируват. Таким образом, путь Энтнера — Дудорова содержит только две реакции, дополнительные к реакциям гликолиза и пентозофосфатного пути. Однако путь Энтнера — Дудорова отличается от гликолиза тем, что в нём образуется одна молекула НАДФ٠Н и в качестве суммарного энергетического выхода всего лишь одна, а не две, молекулы АТФ.

## Распространение и физиология
Среди бактерий путь Энтнера — Дудорова описан почти исключительно у грамотрицательных бактерий; редкое исключение — грамположительная кишечная бактерия Enterococcus faecalis.
Различные организмы используют путь Энтнера — Дудорова по-разному. Только у небольшого числа организмов путь Энтнера — Дудорова задействован исключительно в катаболизме, протекает по линейному механизму, используется постоянно (конститутивно) и составляет основу центрального метаболизма. Так, в частности, происходит у Zymomonas mobilis; эта бактерия также является единственным известным организмом, облигатно использующим путь Энтнера — Дудорова в анаэробных условиях. Образующийся в ходе этого пути пируват превращается в ацетальдегид, который превращается в этанол и углекислый газ, т. е. Zymomonas mobilis осуществляет спиртовое брожение. Вообще, бродильщики не используют путь Энтнера — Дудорова, по-видимому, из-за низкого выхода АТФ, поскольку брожение также характеризуется низким энергетическим КПД использования сахаров. Кроме Zymomonas mobilis, анаэробно путь Энтнера — Дудорова используется также клостридиями.
У многих бактерий, в частности кишечных, путь Энтнера — Дудорова протекает по линейному механизму и индуцируется только при росте на определённых источниках углерода, например, на глюконате, а основу центрального метаболизма составляют гликолиз и пентозофосфатный путь. Такова, например, E. coli. У неё синтез ферментов пути Энтнера — Дудорова начинается только при наличии глюконата во внешней среде. Образующийся в ходе пути Энтнера — Дудорова пируват вовлекается в цикл Кребса. Кроме того, в присутствии экзогенного пирролохинолинхинона (PQQ), кофактора глюкозооксидазы, E. coli и некоторые другие бактерии способны окислять глюкозу до глюконата с помощью этого фермента. После этого глюконат фосфорилируется и превращается в 6-фосфоглюконат, который далее используется по пути Энтнера — Дудорова. В других случаях глюконат может окисляться глюконатдегидрогеназой до 2-кетоглюконата, который далее фосфорилируется и вновь восстанавливается до 6-фосфоглюконата.
У большей части псевдомонад путь Энтнера — Дудорова протекает по особому циклическому механизму. 3-ФГА, образовавшийся при расщеплении КДФГ КДФГ-альдолазой, при помощи глюконеогенических ферментов непосредственно превращается в 6-фосфоглюконат. Кроме псевдомонад, циклический вариант пути Энтнера — Дудорова описан у некоторых родственных микроорганизмов, в частности Azotobacter vinelandii и других.
Путь Энтнера — Дудорова используется также некоторыми метилотрофными микроорганизмами. Некоторые облигатные и факультативные метилотрофы фиксируют формальдегид с помощью рибулозомонофосфатного пути (англ. ribulose monophosphate pathway, RMP). В первой стадии этого пути происходит образование фруктозо-6-фосфата из формальдегида и рибулозо-5-фосфата. Во второй стадии в некоторых вариантах RMP фруктозо-6-фосфат превращается в трёхуглеродные соединения по пути Энтнера — Дудорова. Вначале фруктозо-6-фосфат переводится в изомерный глюкозо-6-фосфат, который по пути Энтнера — Дудорова расщепляется на пируват и 3-ФГК. Последний затем переводится в рибулозо-5-фосфат. Такой вариант углеводного метаболизма выявлен у ряда облигатных метилотрофов, а также некоторых факультативных. Таким образом, в этом случае путь Энтнера — Дудорова оказывается вовлечённым в анаболический процесс (образование рибулозо-5-фосфата), поэтому он может иметь значение не только в катаболических, но и анаболических процессах.

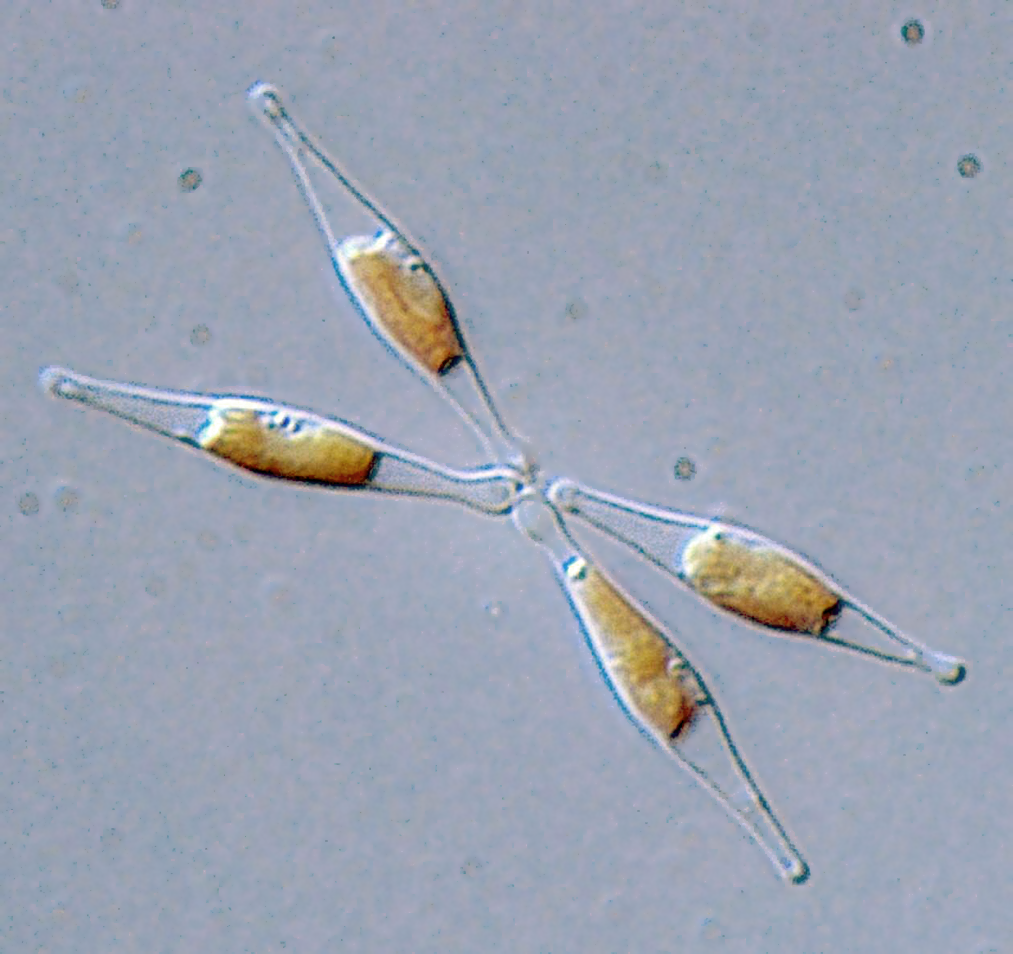
Phaeodactylum tricornutum — диатомея, которая использует путь Энтнера — Дудорова

Исследование 2015 года показало, что морские бактерии в значительной мере зависят от пути Энтнера — Дудорова. В ходе этого исследования рассматривались различные штаммы морских бактерий, использующих глюкозу и принадлежащих к разным, филогенетически далёким группам бактерий: филумам Alphaproteobacteria, Gammaproteobacteria и Bacteroidetes. Оказалось, что 90 % штаммов использовали путь Энтнера — Дудорова для метаболизма глюкозы, а путь Эмбдена — Мейергофа — Парнаса (обычный гликолиз) — только лишь 10 %. Наземные бактерии, напротив, используют преимущественно второй путь, который даёт больший выход АТФ. У морских бактерий использование пути Энтнера — Дудорова обеспечивает большую устойчивость к окислительному стрессу. Таким образом, путь Энтнера — Дудорова может играть важную роль в превращениях моно- и полисахаридов в бактериальных сообществах морских экосистем.
У холерного вибриона Vibrio cholerae путь Энтнера — Дудорова необходим для использования глюконата и имеет важное значение для вирулентности этой бактерии. Исследование 2014 года показало, что у патогена растений Xanthomonas campestris путь Энтнера — Дудорова является главным путём катаболизма глюкозы.
Как упоминалось выше, путь Энтнера — Дудорова обнаружен у некоторых эукариот, а именно Entamoeba histolytica, Aspergillus niger и Penicillum notatum. Кроме того, ферменты, близкие к 6-фосфоглюконатдегидратазе и КДФГ-альдолазе, были обнаружены в печени коровы, они участвуют в синтезе гидроксипролина. Путь Энтнера — Дудорова описан и у некоторых фотосинтезирующих эукариот, в частности, диатомовой водоросли Phaeodactylum tricornutum. У этой водоросли реакции пути протекают в митохондриях. Возможно, наличие такого варианта даёт возможность водоросли использовать вместо высокоэффективного пути катаболизма глюкозы, для синтеза ферментов которого требуется много энергии (обычного гликолиза), путь с меньшей эффективностью, но и менее затратный с точки зрения синтеза ферментов, что может давать определённое преимущество.
В 2014 году была предпринята попытка внедрить путь Энтнера — Дудорова в клетки дрожжей Saccharomyces cerevisiae. Для этого в клетках дрожжей экспрессировали 6-фосфоглюконатдегидратазу и КДФГ-альдолазу E. coli. Однако попытка не увенчалась успехом: КДФГ-альдолаза E. coli, содержащая железо-серные кластеры, не могла нормально функционировать в дрожжевых клетках.

## Модификации

Нефосфорилированный вариант пути Энтнера — Дудорова. КДГ — 2-кето-3-дезокси-6-глюконовая кислота (КДГ), ГА — глицеральдегид, 2-ФГ — 2-фосфоглицериновая кислота, ФЕП — фосфоенолпируват, Пир — пируват

Существуют следующие модификации пути Энтнера — Дудорова:
- У галофильных архей и некоторых бактерий (Rhodobacter sphaeroides[англ.], некоторых видов Clostridium) глюкоза окисляется до глюконата, который дегидратируется с образованием 2-кето-дезоксиглюконата, который только после этого фосфорилируется с образованием КДФГ[6][3].
- У термоацидофильных архей родов Thermoplasma, Thermoproteus[англ.][13] и Sulfolobus[англ.] функционирует путь Энтнера — Дудорова, все соединения которого находятся в нефосфорилированной форме (нефосфорилированный вариант пути Энтнера — Дудорова). При этом альдольному расщеплению подвергается 2-кето-3-дезоксиглюконат, расщепляющийся на пируват и глицеральдегид. Глицеральдегид окисляется до глицерата, который фосфорилируется до 2-фосфоглицерата, который, в свою очередь, превращается в пируват с промежуточным образованием фосфоенолпирувата. При этом выход АТФ отсутствует, так как АТФ, синтезированный при субстратном фосфорилировании в пируваткиназной реакции, расходуется на активацию глицерата[6][3]. Возможно, необычный путь Энтнера — Дудорова у этих организмов связан с их экстремофильным образом жизни[14].

## Эволюция
Среди учёных нет единого мнения, какой из механизмов окисления глюкозы (гликолиз или путь Энтнера — Дудорова) появился раньше. Прежде считалось, что о большей древности гликолиза свидетельствует его чрезвычайно широкое распространение среди всех клеточных форм жизни. Однако сейчас, когда очевидно, что путь Энтнера — Дудорова также распространён очень широко, этот аргумент уже не может быть принимаем в расчёт. В пользу большей древности пути Энтнера — Дудорова говорит то, что он встречается у некоторых примитивных бродильщиков (Zymomonas mobilis). Более того, существование модификаций пути Энтнера — Дудорова, в которых превращениям подвергаются нефосфорилированные соединения, указывает на то, что, возможно, он использовался первыми на Земле бродильщиками.
Существует также точка зрения, что путь Энтнера — Дудорова развивался вместе с аэробным дыханием и циклом Кребса как средство для быстрого образования пирувата из сахаров. Но присутствие пути Энтнера — Дудорова у облигатных бродильщиков (Zymomonas mobilis) и облигатных анаэробов (клостридии) ставит под сомнение и такое предположение.

## Биотехнологическое применение
В настоящее время путь Энтнера — Дудорова начинают использовать в биотехнологии для выработки или повышения эффективности образования ряда полезных соединений. Так, в 2015 году была опубликована работа, в которой сообщалось об успешном внедрении дополнительных ферментов этого пути из клеток Zymomonas mobilis в клетки E. coli. В результате эффективность образования НАДФ٠Н в ходе этого пути увеличилась в 25 раз. НАДФ٠Н служит кофактором в биосинтезе ряда ценных соединений, таких как изопреноиды, производные жирных кислот и биополимеры, поэтому способы повышения образования НАДФ٠Н имеют важное биотехнологическое значение. В другой работе путь Энтнера — Дудорова вместе с путём дезаминирования серина и пируватдегидрогеназным комплексом был использован для улучшения выработки поли-3-гидроксибутирата (биоразлагаемого биопластика) клетками E. coli. Сочетание пути Энтнера — Дудорова с 2-C-метил-D-эритриол-4-фосфатным путём позволяет увеличить образование изопрена в генно-модифицированных клетках E. coli.

### Книги
- Нетрусов А. И., Котова И. Б. Микробиология. — 4-е изд., перераб. и доп.. — М.: Издательский центр «Академия», 2012. — 384 с. — ISBN 978-5-7695-7979-0.
- Современная микробиология / Под ред. Й. Ленгелера, Г. Древса, Г. Шлегеля. — М.: Мир, 2005. — Т. 1. — 654 с.
- Joanne M. Willey, Linda M. Sherwood, Christopher J. Woolverton. Prescott's Principles of Microbiology. — 1st edition. — McGraw-Hill Higher Education, 2009. — P. 105—106. — 968 p. — ISBN 978-0-07-337523-6.

### Статьи
- Richhardt J., Bringer S., Bott M. Role of the pentose phosphate pathway and the Entner-Doudoroff pathway in glucose metabolism of Gluconobacter oxydans 621H. (англ.) // Applied microbiology and biotechnology. — 2013. — Vol. 97, no. 10. — P. 4315—4323. — doi:10.1007/s00253-013-4707-2. — PMID 23354449. [исправить]
- Rutkis R., Kalnenieks U., Stalidzans E., Fell D. A. Kinetic modelling of the Zymomonas mobilis Entner-Doudoroff pathway: insights into control and functionality. (англ.) // Microbiology (Reading, England). — 2013. — Vol. 159, no. Pt 12. — P. 2674—2689. — doi:10.1099/mic.0.071340-0. — PMID 24085837. [исправить]
- Chavarría M., Nikel P. I., Pérez-Pantoja D., de Lorenzo V. The Entner-Doudoroff pathway empowers Pseudomonas putida KT2440 with a high tolerance to oxidative stress. (англ.) // Environmental microbiology. — 2013. — Vol. 15, no. 6. — P. 1772—1785. — doi:10.1111/1462-2920.12069. — PMID 23301697. [исправить]